# 爽岛水库
爽岛水库位于中国广西壮族自治区梧州市苍梧县，是以发电为主，兼有发防洪、灌溉、供水、养殖等功能的大（二）型水库，属年调节水库。
库区内还有皇殿瀑布群，已设立爽岛度假风景区。